# Pyrenaearia cotiellae
Espèce
Statut de conservation UICN

 VU D2 : Vulnérable
Pyrenaearia cotiellae est une espèce d'escargots terrestres de la famille des Hygromiidae. C'est une espèce endémique des Pyrénées, qui n'est connue qu'au nord de la province de Huesca, dans la communauté autonome d'Aragon en Espagne, où elle a été classée comme vulnérable par l'UICN.

## Historique

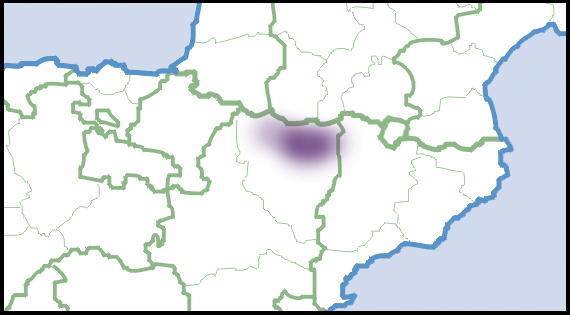
Répartition : en violet foncé sont indiquées les zones où l'espèce a été clairement identifiée, en violet claire zones d'une présence éventuelle ou rare.

Le nom valide complet (avec auteur) de ce taxon est Pyrenaearia cotiellae (Fagot, 1906).
L'espèce a été initialement classée dans le genre Helix sous le protonyme Helix cotiellae Fagot, 1906.
Pyrenaearia cotiellae a pour synonymes :
- Helix cotiellae Fagot, 1906
- Pyrenaeania cotiellae Fagot, 1906

## Classification et description associée

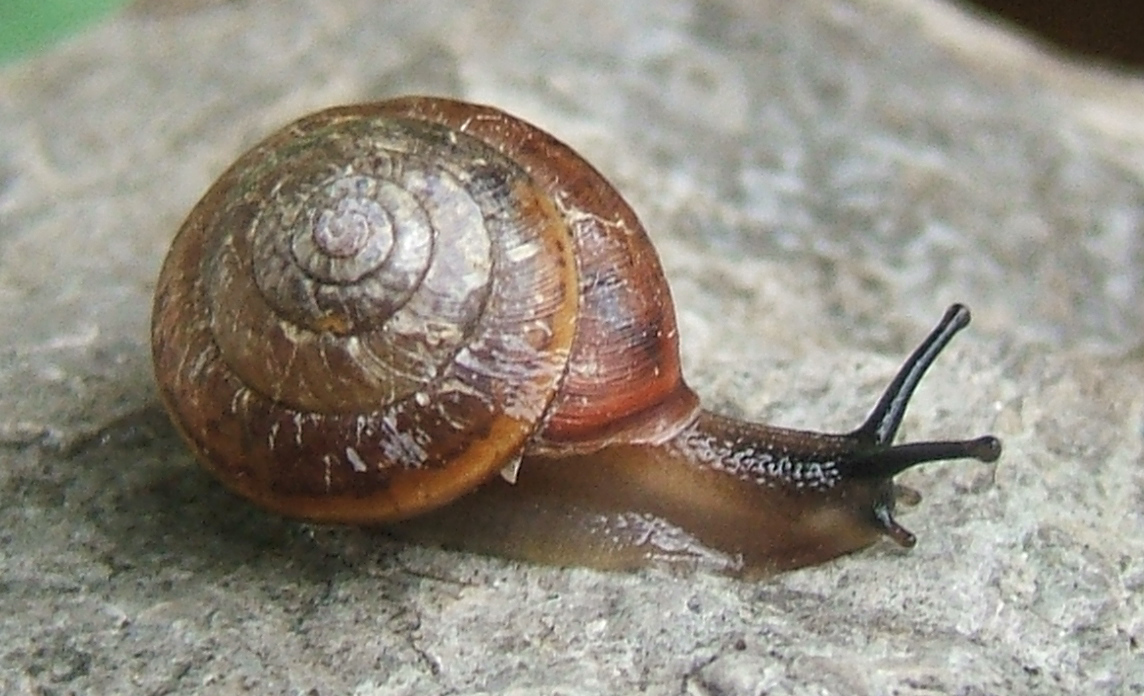
Exemple d'Hygromiidae.

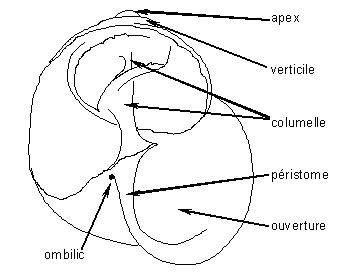
Coupe montrant l'intérieur d'une coquille de gastéropode : la columelle, axe le long duquel est enroulée la coquille à géométrie hélicoïdale, communique avec l'extérieur par un trou nommé ombilic. Le pourtour de l'ouverture, dit péristome, s'épaissit au fil de la croissance, pour finir par former un véritable bourrelet chez l'adulte.

En taxonomie, Pyrenaearia cotiellae est classé par les taxons suivants, regroupant les organismes possédant en commun certains caractères (morphologiques, anatomiques, génétiques, évolutionnistes, etc.), du plus général au plus précis (l'espèce) : 
- Bilateria - être pluricellulaire de type animal possédant des muscles, un système nerveux, un système circulatoire avec cœur, des organes sexuels, des yeux, une bouche, un système digestif et un anus. La symétrie du corps est bilatérale avec un axe central, un côté gauche et un côté droit.
- Mollusca -  le corps est non segmenté et mou ; il se compose d'une tête, d'une masse viscérale et d'un pied. La masse viscérale est recouverte par un manteau qui peut sécréter une coquille calcaire (peut éventuellement être perdue au cours de l'évolution comme chez les limaces).
- Gastropoda -  la masse viscérale peut se torsader, la tête et le pied sont bien distincts l'un de l'autre. La bouche comporte une radula (sorte de langue râpeuse munie de dents), le pied est aplati en un large muscle ventral, qui secrète un mucus.
- Heterobranchia -  en forme de limace ou d'escargot (quel que soit le mode de vie en eau salée, en eau douce ou terrestre).
- Pulmonata et Eupulmonata -  ne possède plus de branchies mais une cavité palléale, organe équivalent au poumon.
- Stylommatophora -  mode de vie exclusivement terrestre, et non plus éventuellement aquatique.
- Sigmurethra -  présence d'une longue glande muqueuse et de dards d'amour, ainsi que de quatre tentacules rétractiles (deux vers le haut avec les yeux, et deux vers le bas servant d'organe olfactif et tactile).
- Helicoidea -  possède une coquille externe de forme hélicoïdale. Représente la plus grande partie des escargots terrestres.
- Hygromiidae -  taille moyenne (>1 cm) ou petite (<1 cm). Habite les zones humides ou ne sort que pendant les périodes humides ; reste à l'état léthargique dans la coquille pendant les périodes sèches, qu'elles soient chaudes (estivation) ou froides (hibernation).
- Pyrenaearia -  coquille de couleur blanche à brun foncé; adapté aux zones humides et froides de montagnes à roches calcaires. Le genre regroupe des espèces endémiques des Pyrénées ou du nord de l'Espagne, de la cordillère Cantabrique à la Catalogne.
- Pyrenaearia cotiellae